# Magadogo
Magadogo est une localité située dans le département de Boala de la province du Namentenga dans la région Centre-Nord au Burkina Faso. 

## Géographie
Constitué de centres d'habitation dispersés, Magadogo se situe à 2,5 km à l'est de Kaonguin-Sanrgo, 3 km au nord de Bourba, à 7 km au nord-est de Lédéré et à environ 12 km au nord-ouest de Boala, le chef-lieu du département. Le village se trouve également à 9 km au nord de Niangré-Tansoba et de Pibaoré ainsi que de la route nationale 15 reliant Boulsa à Kaya.

## Éducation et santé
Le centre de soins le plus proche de Magadogo est le centre de santé et de promotion sociale (CSPS) de Kaonguin-Sanrgo (dans le département voisin de Pibaoré) ou celui de Lédéré.
Magadogo possède une école primaire publique de trois classes.